# Elvira Herzog
Elvira Herzog (Zürich, 5 maart 2000) is een voetbalspeelster uit Zwitserland. Ze speelt als doelverdediger voor RB Leipzig in de Bundesliga.

## Clubcarrière
Herzog begon haar voetbalcarriere bij FC Unterstraas alvorens ze zich voegde in de jeugdacademie van FC Zürich op elfjarige leeftijd. In 2016 maakte Herzog de stap naar heet eerste elftal actief in de Super League. Ze maakte haar de buut in deze competitie in een wedstrijd tegen Yverdon Féminin op 2 december 2017 en wist gelijk een clean sheet te noteren. Herzog maakte op 9 juli 2019 de overstap naar het Duitse 1. FC Köln. Nadat 1. FC Köln was gedrageerd uit de Bundesliga, verliet Herzog de club en bleef ze actief in de Bundesliga door te tekenen bij SC Freiburg. Nadat 1. FC Köln weer terug was gekeerd naar de Bundesliga, keerde Herzog terug bij de club. Ze kwam echter slechts tot een optreden in de hoofdmacht van de club uit Keulen.
Voorafgaande aan het seizoen 2022/23 stapte Herzog over naar RB Leipzig actief in de 2de Bundesliga. Ze groeide in Leipzig uit tot eerste doelvrouw, keepte 18 van de 26 competitiewedstrijden waarin ze zeven keer de nul hield en wist hiermee haar club aan promotie naar de Bundesliga te helpen. Voor het volgende seizoen stelde RB Leipzig Michael Gurski als nieuwe keeprstrainer aan om Herzog en de andere doelvrouwen Gina Schüller and Eve Boettcher te trainen. Ondanks een moeizame eerste seizoenshelft van het seizoen 2023/24 waarin Herzog maar eenmaal de nul wist te houden tegen 1. FC Nürnberg, tekende Herzog een contractverlenging tot medio 2027 bij de club.. Met RB Leipzig wist Herzog in het seizoen 2023/24 zich te handhaven in de Bundesliga.

## Statistieken
| Seizoen | Club        | Land      | Competitie | Wedstrijden | Doelpunten |
| ------- | ----------- | --------- | ---------- | ----------- | ---------- |
| 2019/20 | 1. FC Köln  | Duitsland | Bundesliga | 18          | 0          |
| 2020/21 | SC Freiburg | Duitsland | Bundesliga | 6           | 0          |
| 2021/22 | 1. FC Köln  | Duitsland | Bundesliga | 1           | 0          |
| 2022/23 | RB Leipzig  | Duitsland | Bundesliga | 18          | 0          |
| 2023/24 | RB Leipzig  | Duitsland | Bundesliga | 22          | 0          |
| 2024/25 | RB Leipzig  | Duitsland | Bundesliga | 15          | 0          |
| Totaal  | Totaal      | Totaal    | Totaal     | 80          | 0          |

Laatste update: 5 maart 2025

## Interlandcarrière
Herzog speelde elf wedstrijden voor Zwitserland -17 en 16 wedstrijden voor Zwitserland -19 alvorens ze voor op 4 juni 2019 voor het eerste werd opgeroepen voor het Zwitserse nationale team. Tien dagen later volgde haar debuut door in te vallen voor Nadja Furrer in een wedstrijd tegen Servië.